# Gonzalo de Mendoza
Gonzalo de Mendoza (Baeza, ... – Asunción, 1558) è stato un esploratore spagnolo.

## Biografia
Nativo dell'Andalusia in Spagna, si unì nel 1536 al fratello Pedro nella colonia della Nuova Andalusia. Assieme a Juan de Salazar de Epinosa fondò Nuestra Señora Santa María de la Asunción il 15 agosto 1537, che poco dopo divenne capitale della colonia. Sotto a numerosi governatori funse da capitano e tenente, durante l'esplorazione di Paraguay e Brasile.
Nel 1556, dopo Domingo Martínez de Irala divenne governatore del neonato Governatorato del Río de la Plata. Durante il suo mandato venne fondata da Ruy Díaz de Malgarejo la città di Ciudad Real del Guayrá alla confluenza tra il Pepirí-Guazú ed il Paraná. Questa città accolse i coloni di Villa de Ontiveros quando abbandonarono la città, e divenne subito abbastanza grande da diventare capitale del governatorato del Paraguay.
A Mendoza successe il capitano Francisco Ortiz de Vergara nel 1558.